# Acalitus australis
Acalitus australis är en spindeldjursart som först beskrevs av Lamb 1952.  Acalitus australis ingår i släktet Acalitus och familjen Eriophyidae. Inga underarter finns listade i Catalogue of Life.